# Anky van Grunsven
Anky van Grunsven właściwie Theodora Elisabeth Gerarda van Grunsven (ur. 2 stycznia 1968 w Erp) – holenderska dresażystka, dziewięciokrotna medalistka olimpijska, mistrzyni olimpijska na Igrzyskach Olimpijskich w 2000 r., 2004 r. i 2008 r.

## Sukcesy sportowe

### Igrzyska Olimpijskie
- złoty medal (indywidualnie): 2000 na Bonfire; 2004, 2008 na Salinero
- srebrny medal (drużynowo): 1992, 1996, 2000 na Bonfire; 2008 na Salinero
- srebrny medal (indywidualnie): 1996 na Bonfire
- brązowy medal (drużynowo): 2012 na Salinero
- 4. miejsce (drużynowo): 2004 na Salinero

### Mistrzostwa Świata
- złoty medal (indywidualnie): 1994 (Kür), 2006 (Kür)
- srebrny medal (drużynowo): 1994, 1998, 2006
- srebrny medal (indywidualnie): 1998, 2006 (Special)

### Mistrzostwa Europy
- złoty medal (drużynowo): 2007
- złoty medal (indywidualnie): 1999, 2005
- srebrny medal (drużynowo): 1995, 1997, 1999, 2005
- srebrny medal (indywidualnie): 1997, 1997
- brązowy medal (drużynowo): 1991

### Mistrzostwa Holandii
- złoty medal: 1990, 1991, 1992, 1993, 1994, 1995, 1996, 1997, 1998, 2000, 2003, 2005, 2007
- srebrny medal: 2004 na Salinero
- brązowy medal: 2002, 2006 na Salinero